# 段仪
段仪（?—?），中国十六国时期辽西徒河人，出自段部鲜卑。
段仪的姐妹段氏嫁给燕成武帝慕容垂，生慕容令、慕容宝。后来其妹也嫁给慕容垂。段仪在后燕担任右光禄大夫。段仪的女儿又嫁给了慕容垂，即段元妃。另一女嫁给慕容垂的弟弟慕容德，即段季妃。398年，北魏夺取后燕河北，惠愍帝慕容宝派儿子慕容盛在冀州结交豪杰，段仪、段温在内黄收纳部曲，众皆响会，克期将集，以图恢复后燕的势力。

## 子女
- 儿子：段麟，内黄人张定善於相面，段仪二女，说：“君家大兴，当由二女！”段仪两个女儿二十馀岁不嫁。段麟说：“张定何知，而拒求者？”段仪：“吾女辈志行不凡，故且踟蹰，以择良配。”
- 女儿：段元妃、段季妃